# Synod

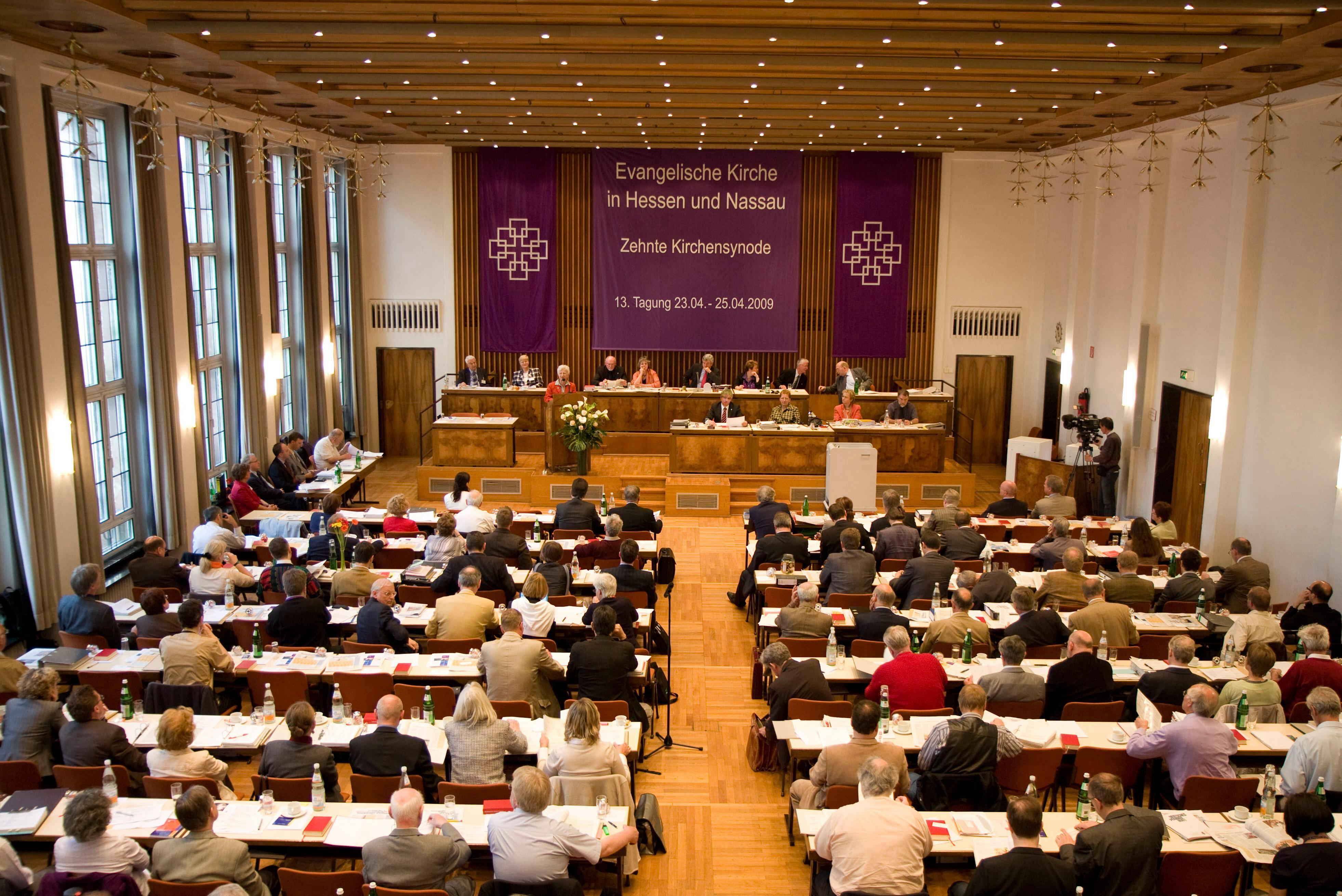
Zasedání 10. synodu Evangelické církve Hesenska a Nasavska (2009)

Synod, též synoda (z řec. σύνοδος, setkání), je označení pro různá shromáždění představitelů křesťanských církví, výjimečně též pro některé protestantské denominace (např. Wisconsinská evangelická luterská synoda).
Ve starověké církvi se pojmem synod označovala shromáždění biskupů (např. Elvirská synoda, Oranžská synoda). V tomto smyslu se uvedeného pojmu užívá i v současnosti v katolické církvi, starobylých východních církvích a v pravoslavných církvích.
V některých evangelických a anglikánských církvích se pojmem synod označuje shromáždění složené z duchovenstva i laiků, zpravidla vybavené zákonodárnou pravomocí.